# Portugese Brazilianen
Portugese Brazilianen (Portugees: Luso-brasileiros) zijn in Brazilië woonachtige personen van Portugese komaf. Portugezen zijn de kolonisator van Brazilië geweest en hebben hun taal aan het land gegeven. Sinds de 18de eeuw emigreerden Portugezen in groten getale naar Brazilië. Er wonen tegenwoordig bijna 600.000 Portugezen in Brazilië. Volgens de Portugese wet kunnen Brazilianen die een Portugese ouder of grootouder hebben, het Portugese staatsburgerschap aanvragen. Hier zouden 5 miljoen Brazilianen aan voldoen. 

## Geschiedenis

### Koloniale periode
In de begindagen dat Brazilië een Portugese kolonie was trok de Portugese kroon zich niet veel aan van het gebied en focuste zich op het koloniale rijk in Azië. Hierdoor vierden vele piraten, voornamelijk van Franse origine, hoogtij in de kolonie. Deze situatie baarde Portugal dan toch zorgen en hierdoor werd emigratie naar het gebied gestimuleerd in de jaren 1530. De eerste nederzettingen Cananéia, São Vicente, Porto Seguro en Iguape dateren uit die tijd. In het midden van de 16de eeuw werden nog meerder steden gesticht, waaronder Salvador (1549), São Paulo (1554) en Rio de Janeiro (1565), voornamelijk de kustgebieden werden gekoloniseerd. In het begin kwamen voornamelijk migranten uit het noorden van Portugal, maar later ook van de Azoren. 
In de 18de eeuw steeg de immigratie gestaag. In Minas Gerais werden vele goud- en diamantmijnen ontdekt. Tijdens de goudkoorts-periode zouden zo'n 600.000 Portugezen geëmigreerd zijn. In het tweede deel van de 18de eeuw kwamen gehele Portugese families naar Brazilië, voorheen domineerden de mannen, waardoor de blanke bevolking sterk toenam. Rond 1808 vluchtten vele rijke Portugezen naar Brazilië, waaronder koningin Maria I en haar zoon, de toekomstige koning Johan VI die op de vlucht waren voor de legers van Napoleon. 15.000 leden van de koninklijke familie, notabelen en regering vestigden zich in Rio de Janeiro. Na de val van Napeolon keerde Johan VI terug naar Portugal in 1821, hij liet zijn oudste zoon Peter I in het land om te regeren. Nadat Lissabon terug de hoofdstad werd van Portugal, Rio was dit dertien jaar lang geweest, wilde Portugal Brazilië weer degraderen tot een kolonie. Dit stuitte echter op verzet en prins Peter nam het op voor de Brazilianen. Op 7 september 1822 riep Brazilië de onafhankelijkheid uit. Op 12 oktober 1822 riep Peter zichzelf uit tot eerste keizer van Brazilië en hij werd op 1 december van dat jaar gekroond. Duizenden Portugese kolonisten verlieten nu het nieuwe land en keerden terug naar het moederland.

### Postkoloniale periode
Een paar jaar na de onafhankelijk kwamen Portugezen nu als immigrant naar Brazilië, de meesten van hem waren boeren van landelijke gebieden. Zij en hun afstammelingen organiseerden zich en richtten ziekenhuizen, bibliotheken, kranten, tijdschriften en zelfs sportclubs, waaronder zelfs twee grote clubs (CR Vasco da Gama en Associação Portuguesa de Desportos). In de jaren 1930 werd immigratie sterk teruggedrongen door toenmalige president Getúlio Vargas. Ook tijdens de Tweede Wereldoorlog vond er weinig immigratie plaats van Europa naar Brazilië, maar na de oorlog begon deze weer, hoewel vele Portugezen nu ook naar Noord-Amerika of Frankrijk emigreerden. Tijdens het bewind van Salazar tussen 1945 en 1963 emigreerden opnieuw Portugezen naar Brazilië. Een nieuwe golf volgde in 1974 na de anjerrevolutie en de onafhankelijkheid van andere Portugese kolonies, hierbij zaten ook vele politieke vluchtelingen.
Nadat Portugal herstelde van het bewind van Salazar, de Portugese koloniale oorlog en de anjerrevolutie groeide de Portugese economie en kwam er toenadering tot Europa waardoor emigratie naar Brazilië sterk afnam. Tussen de jaren tachtig en 2000 was er meer emigratie naar andere Europese landen, Canada, Verenigde Staten, Venezuela en Zuid-Afrika. 
De economische crisis in Europa die vanaf 2008 begon wakkerde emigratie weer aan. Vele Portugezen die tijdelijk reeds in Brazilië verbleven voor hun werk, maakten hun verblijf permanent en anderen volgden, onder andere door de hoge werkloosheid in Portugal.

## Portugese immigratie in cijfers
| 1500-1700 | 1701-1760 | 1808-1817 | 1827-1829 | 1837-1841 | 1856-1857 | 1881-1900 | 1901-1930 | 1931-1950 | 1951-1960 | 1961-1967 | 1981-1991 | 2000-2014 |
| 100.000   | 600.000   | 24.000    | 2.004     | 629       | 16.108    | 316.204   | 754.147   | 148.699   | 235.635   | 54.767    | 4.605     | 400.000   |

## Galerij

Bekende Portugese Brazilianen
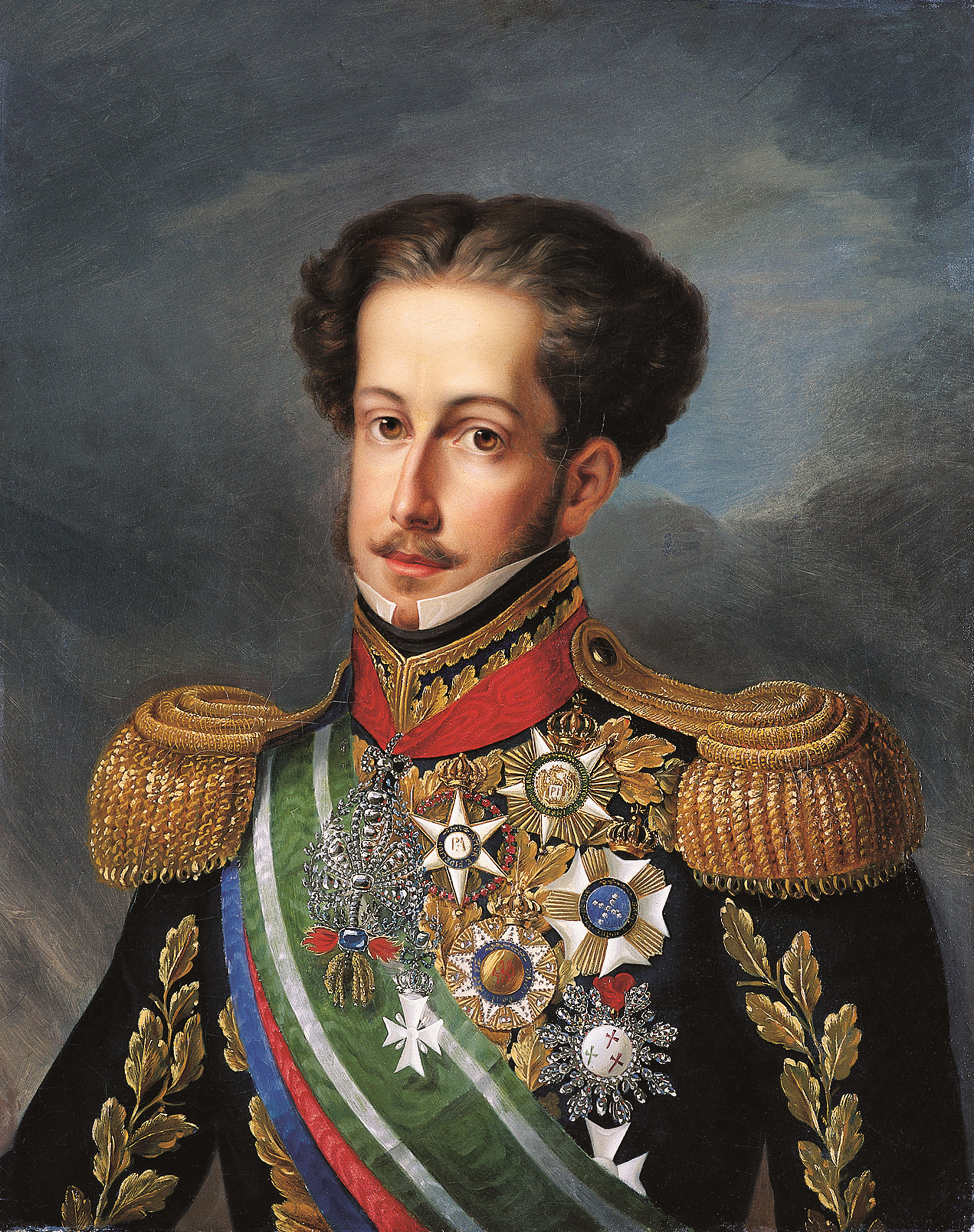
Peter I van Brazilië
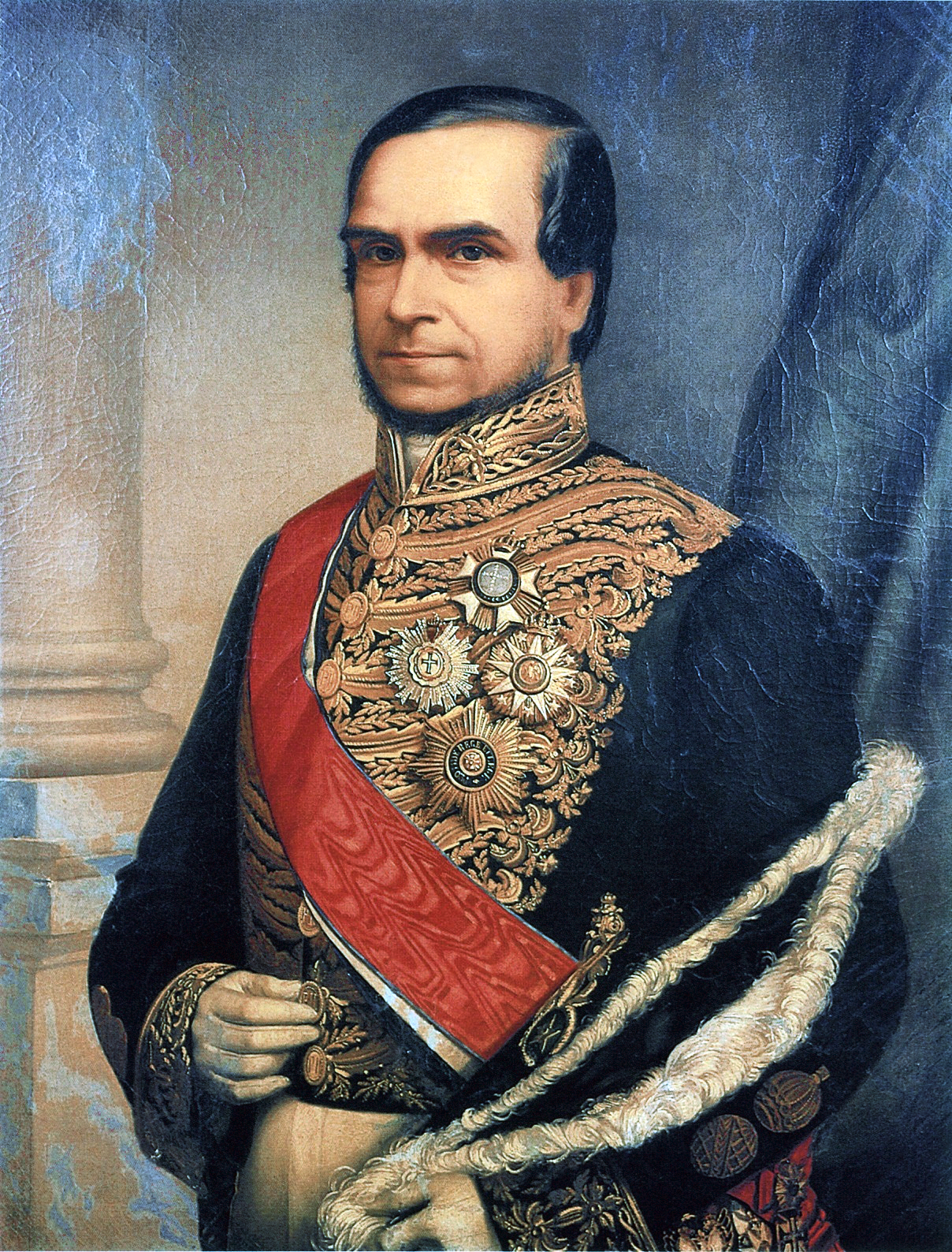
Honório Hermeto Carneiro Leão
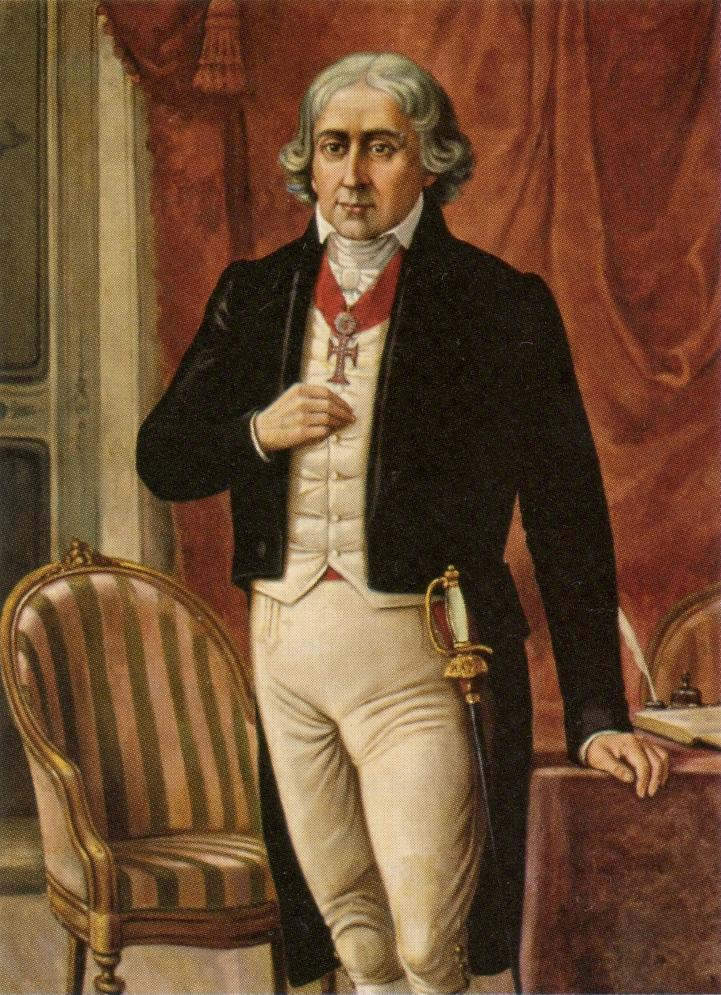
José Bonifácio de Andrada
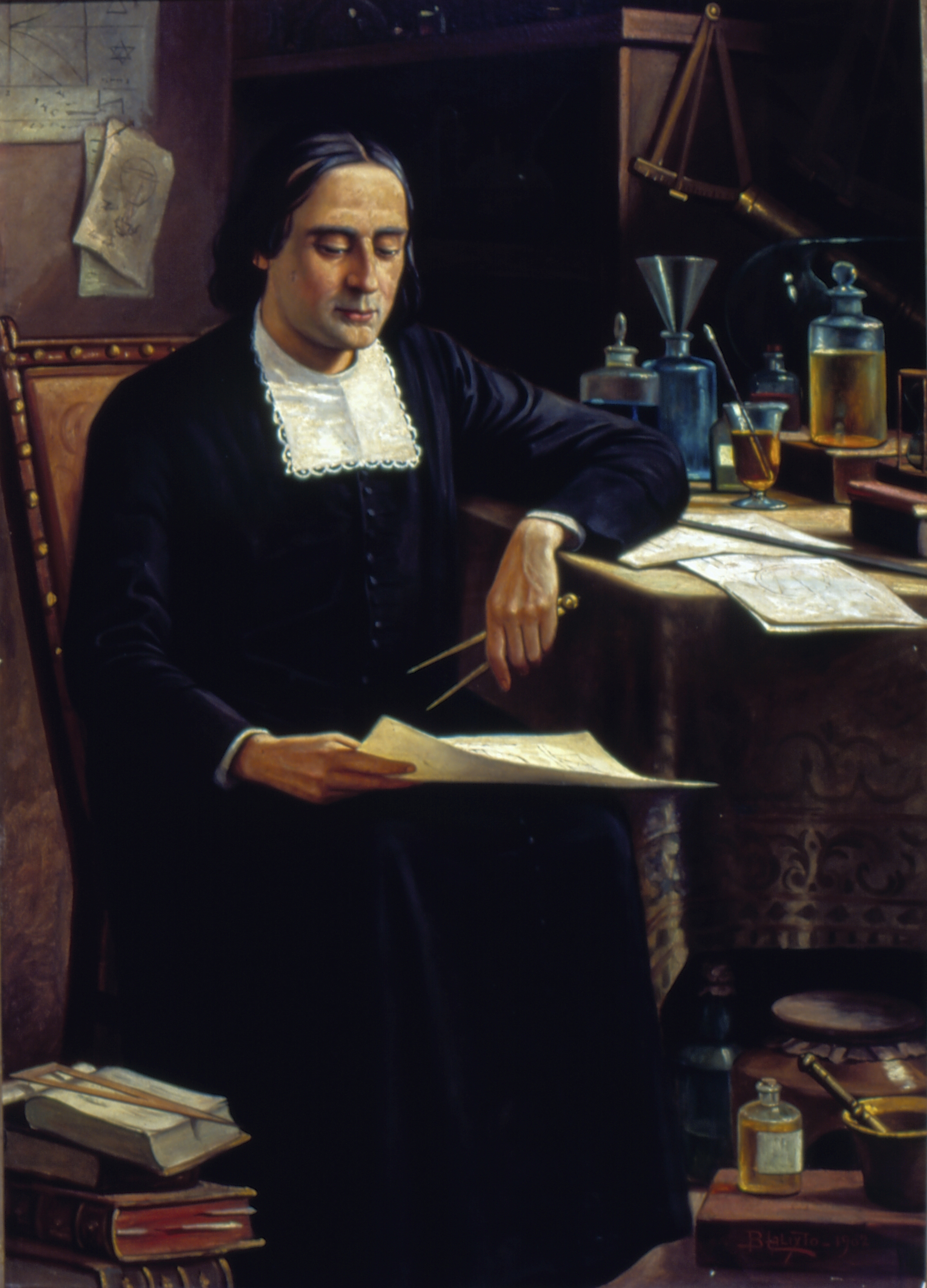
Bartolomeu Gusmão
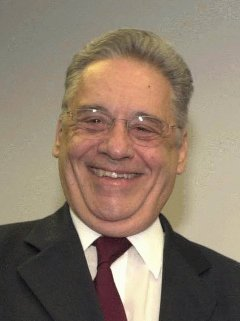
Fernando Henrique Cardoso
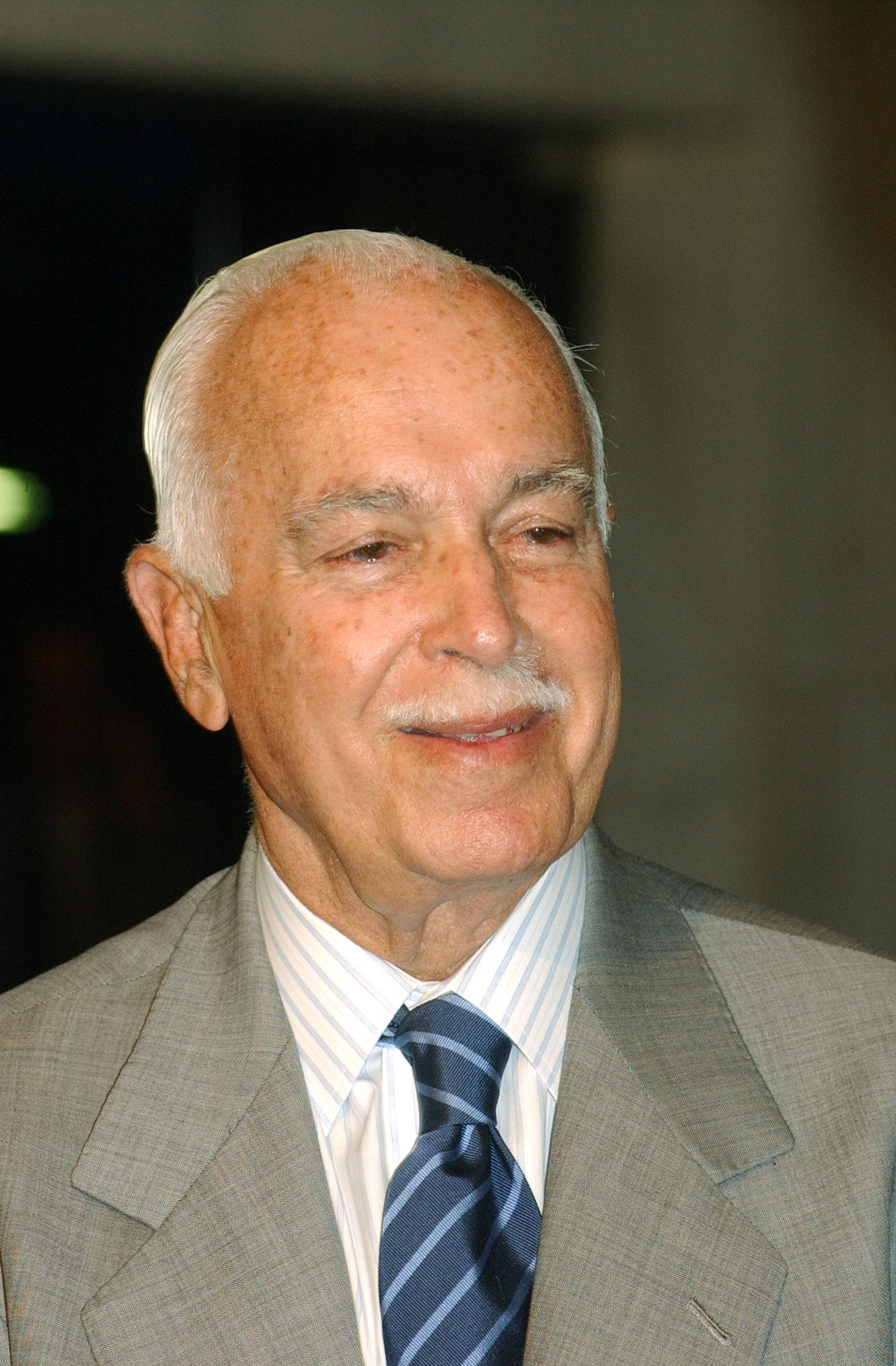
Antônio Carlos Magalhães
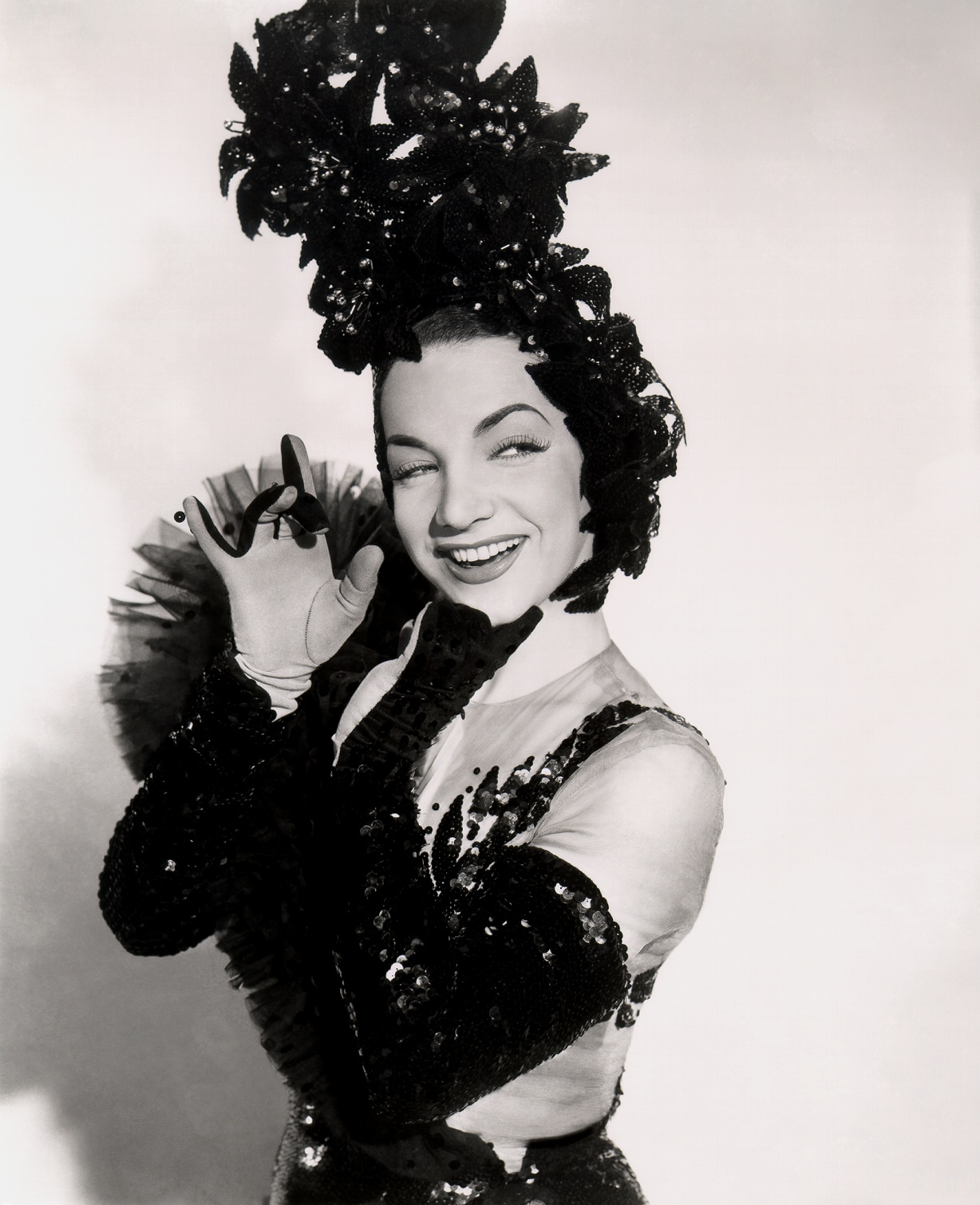
Carmen Miranda
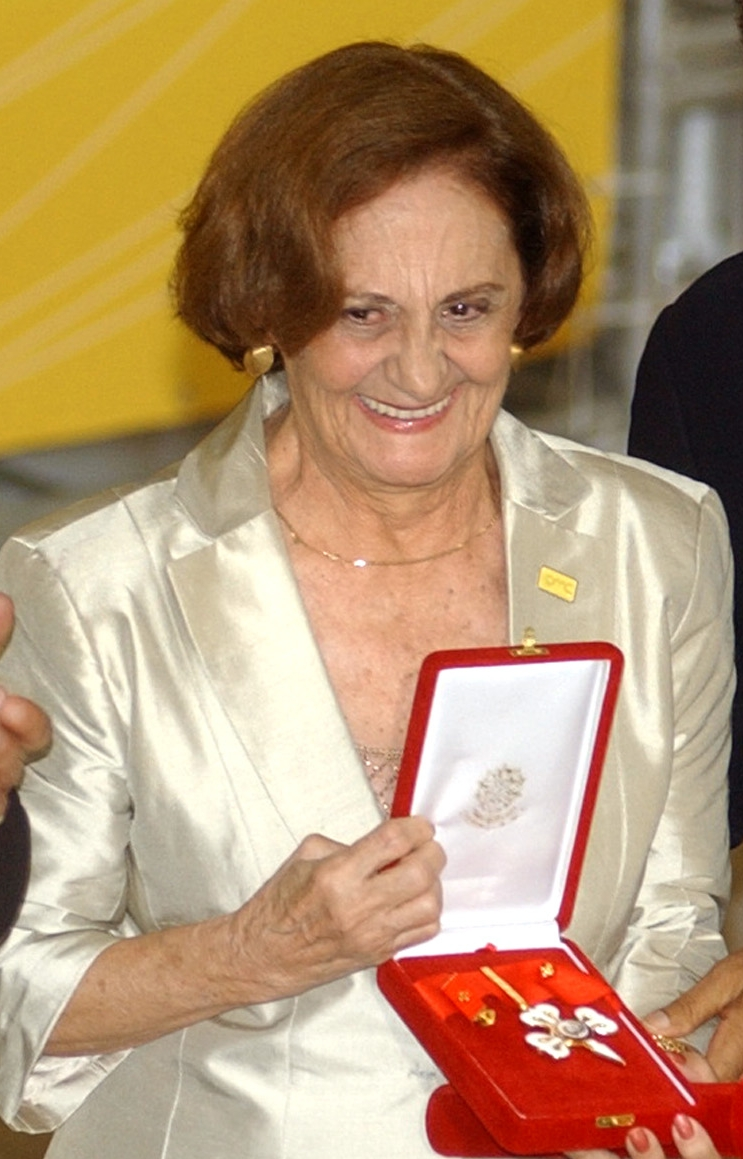
Laura Cardoso
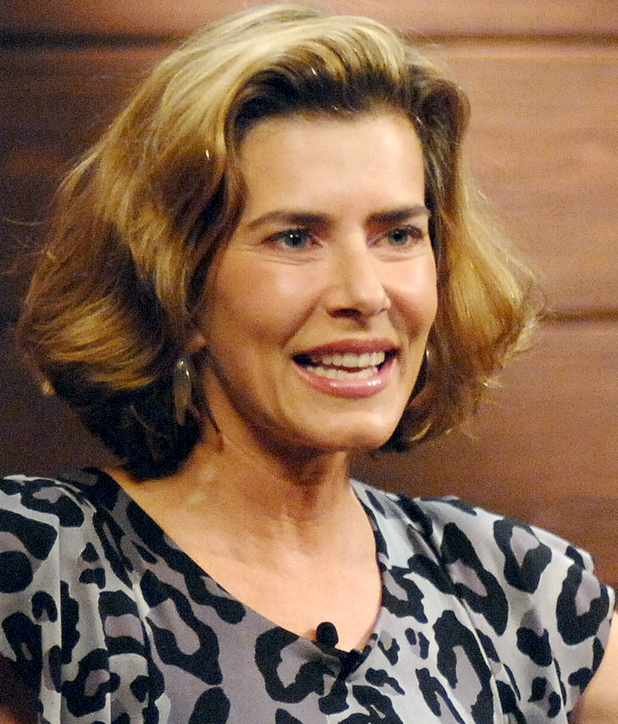
Maitê Proença
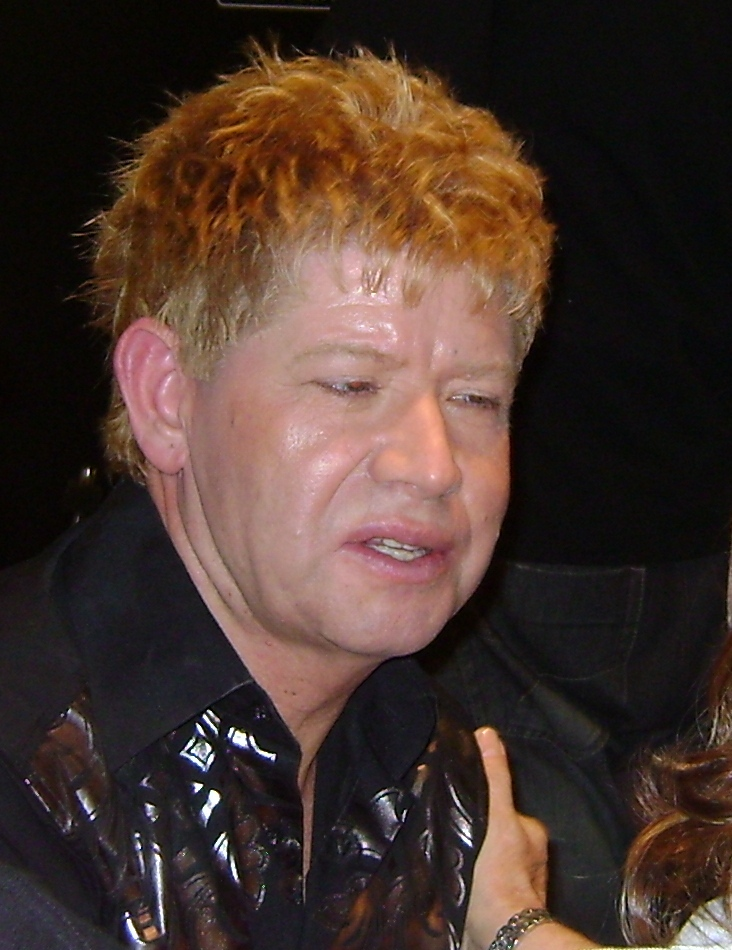
Roberto Leal
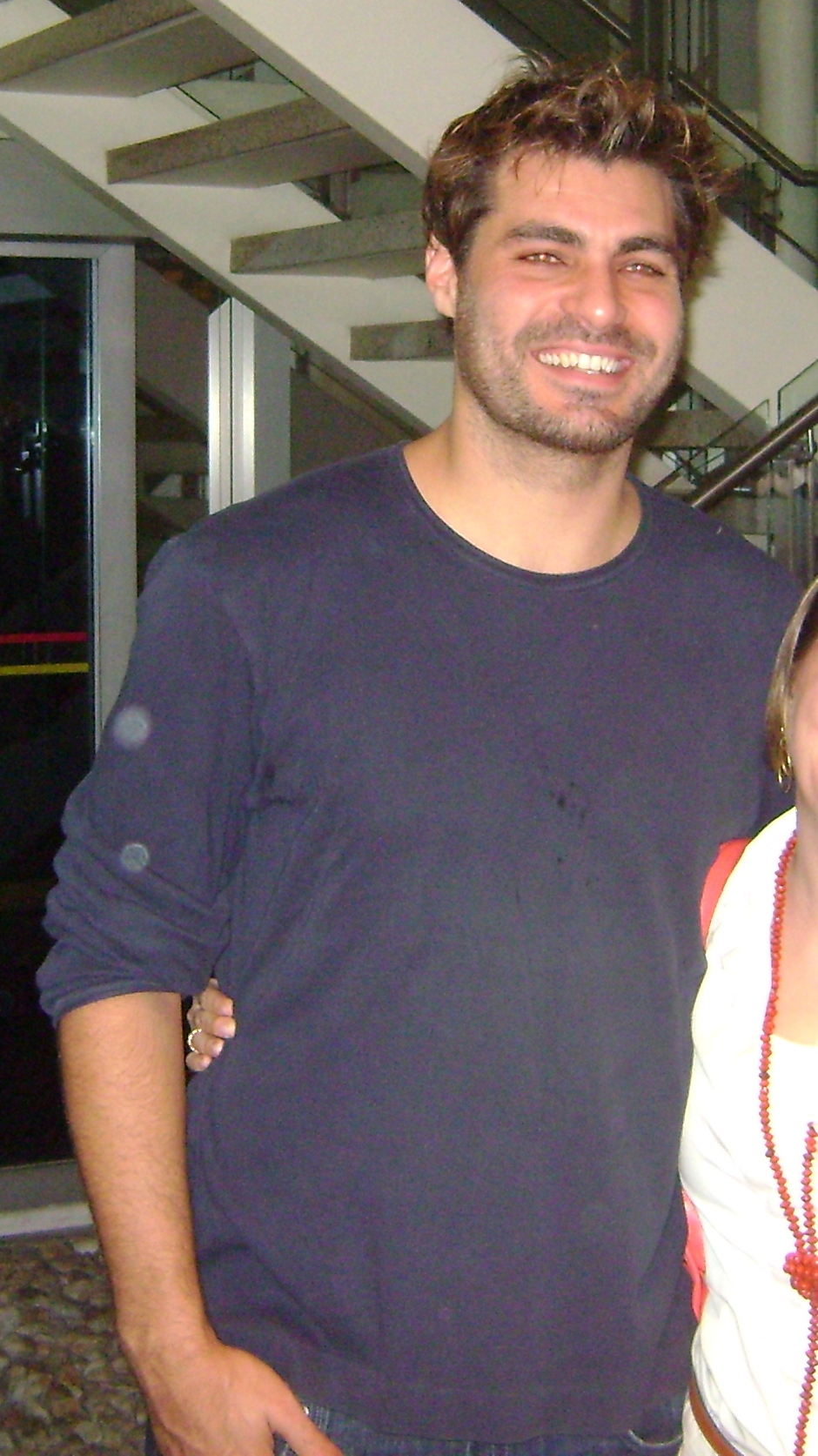
Thiago Lacerda
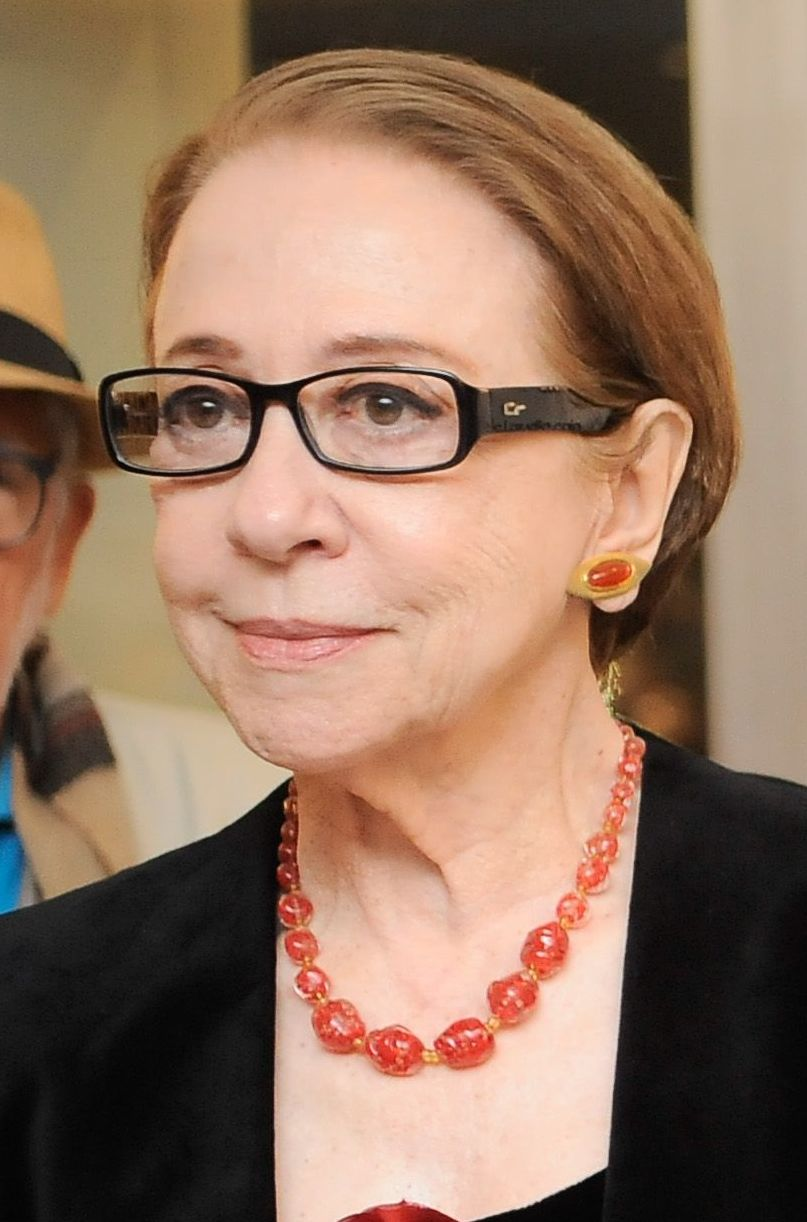
Fernanda Montenegro
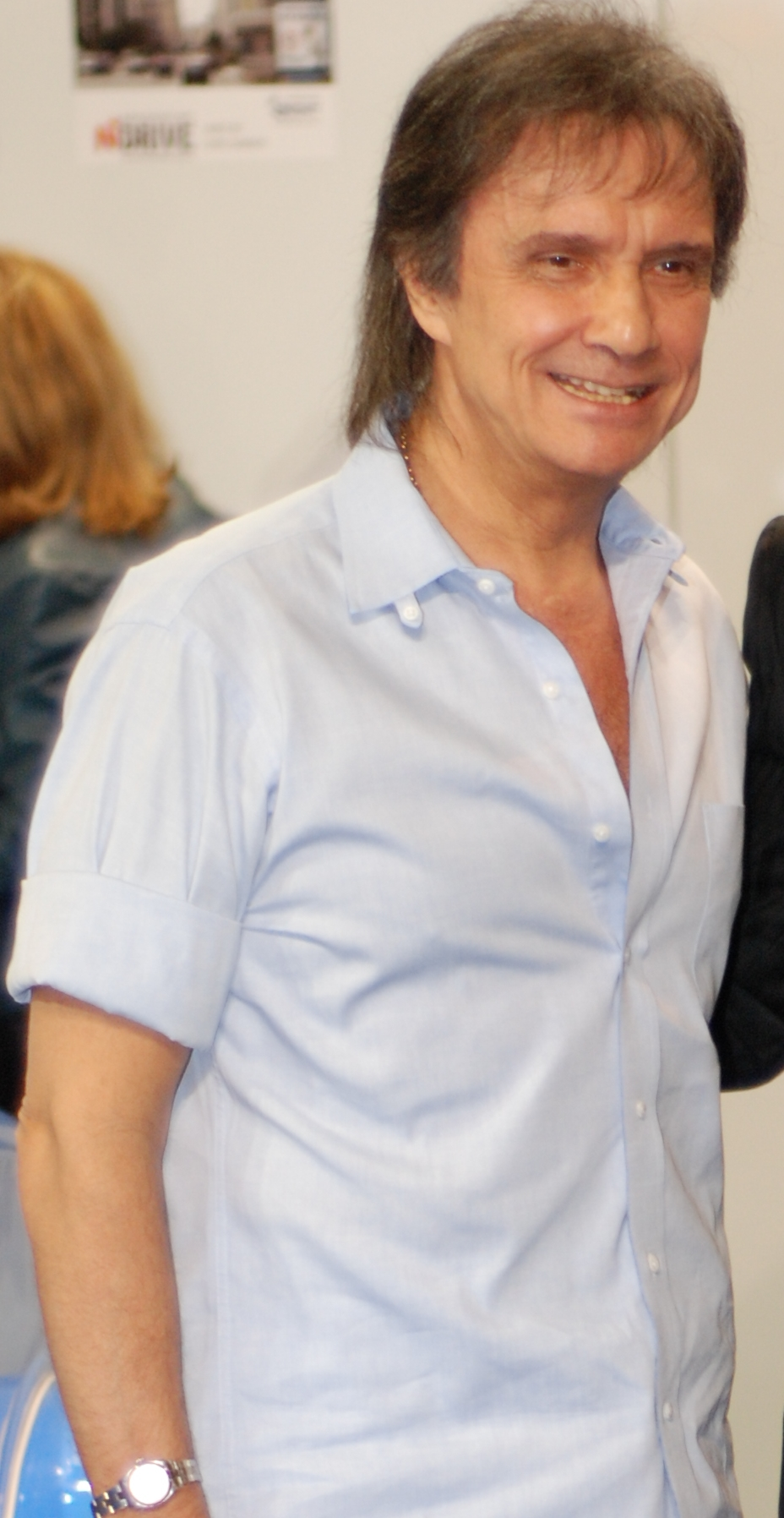
Roberto Carlos
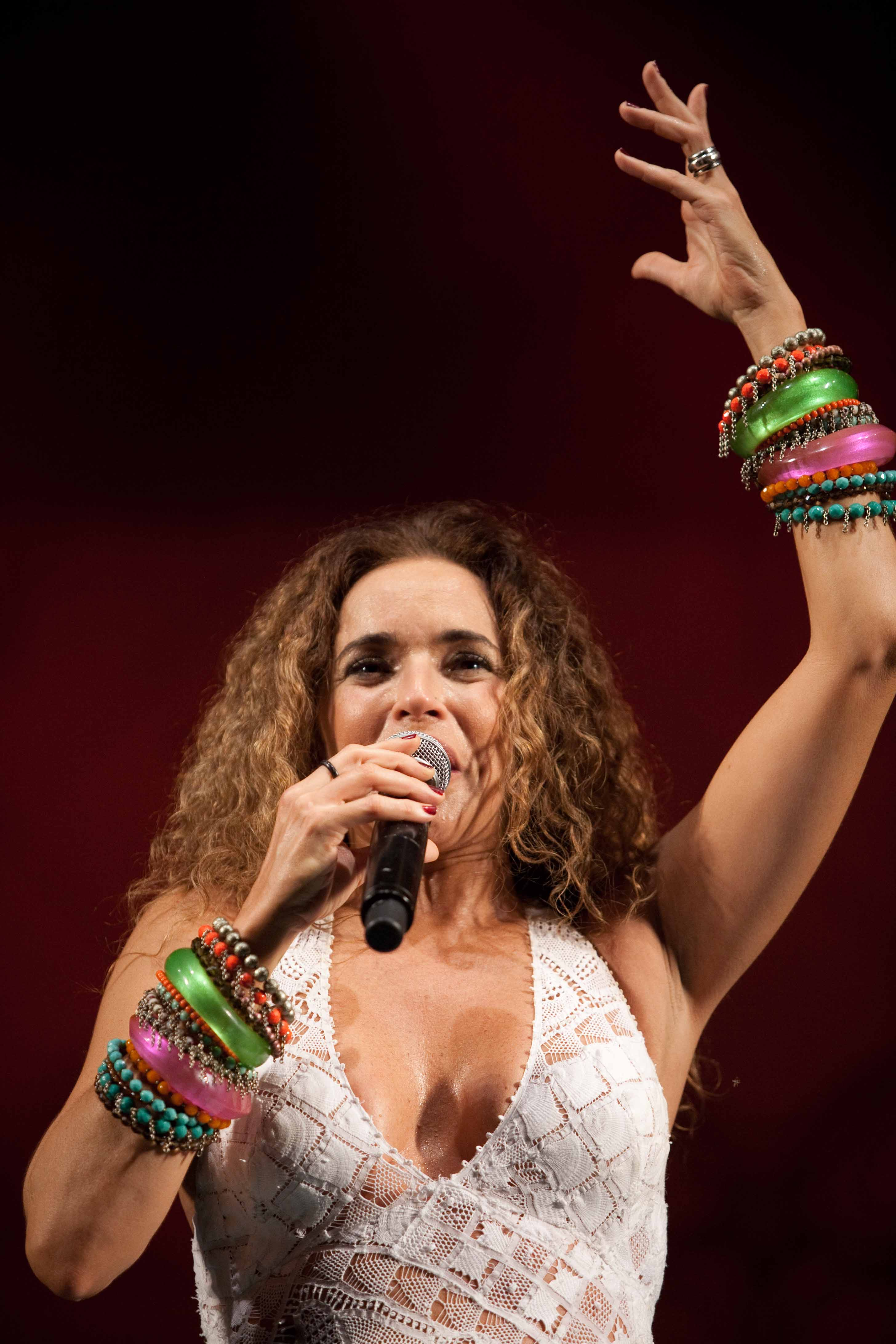
Daniela Mercury